# Curt Reibetantz
Carl Curt Reibetantz (auch: Kurt Reibetantz; geboren um 1891 in Lommatzsch; gestorben am 18. Februar 1929 in Berlin) war ein deutscher Buch- und Schriftkünstler. 

## Leben
Zeitweilig hatte er um 1925 in der Weststraße 22 in Leipzig einen Wohnsitz. Dort schuf er in den 1920er Jahren beispielsweise Umschlag-Zeichnungen und Illustrationen. Als Plakatkünstler zeichnete er mit seinem Monogramm RBTZ.
In Berlin gab Reibetantz Holzschnittkurse im Bildungsverband der deutschen Buchdrucker. Einer seiner dortigen Schüler war 1928 Emil Zbinden.

## Bekannte Werke (Auswahl)

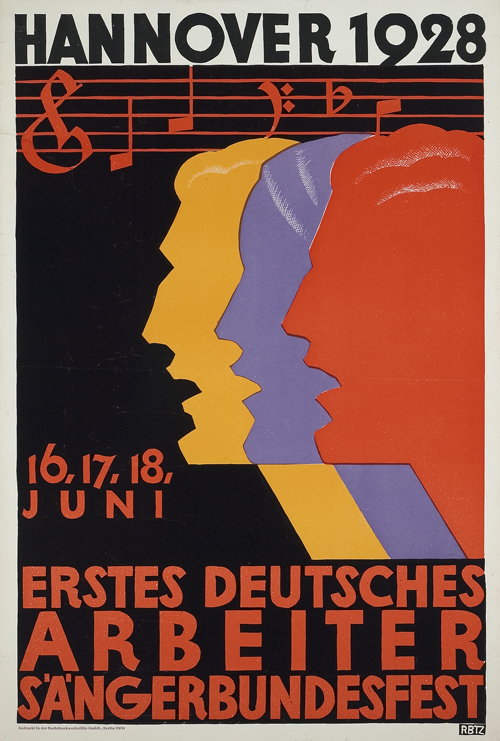
Plakat für das Erste Deutsche Arbeiter Sängerbundesfest 1928 in Hannover;
Druck der Buchdruckerwerkstätte GmbH, Berlin

Glasschleiferin um 1926 ohne Arbeitsschutz in einer Maschinenhalle;
Illustration für Max Barthels Textil und Glas in: Deutschland. Lichtbilder und Schattenrisse einer Reise; Druck der Büchergilde Gutenberg

- Umschlagzeichnung und Illustrationen in Wilhelm Eule: Wanderschaft. Aus den Tagebüchern eines fahrenden Buchgesellen, Leipzig [Salomonstraße 8 III]: Verlag des Bildungsverbandes der Deutschen Buchdrucker, 1923; Digitalisat [des Gesamtwerkes] über die Deutsche Nationalbibliothek
- Buchschmuck in Albert Emil Brachvogel: Friedemann Bach, Singer-Bücher, Leipzig: Singer, 1923
- Vignetten und Text in Das Tagebuch / Goethe (= Illustrierte Reihe), Leipzig: J. Singer, [1924]
- Buchschmuck nach Entwurf von Ad. Hartmeyer in Emil Rawiel: 20 Jahre Typographische Vereinigung, Leipzig [1904–1924]. Dieser Bericht wurde gesetzt aus der Mendelssohnschrift der Schriftguss A.-G., vorm. Brüder Butter, Dresden. Die Type schnitt Mendelssohn selbst Anfang 1920 in Stahl / [E. Rawiel]. Den Entwurf fertigte Ad. Hartmeyer [und] Curt Reibetantz, der auch den Buchschmuck zeichnete, Leipzig: Buchdruckwerkstätte G. m. b. H., 1924
- Schrift für Ernst Preczang: Im Satansbruch. Märchen. Original Holzschnitte von Otto Rudolf Schatz. Geschrieben von Curt Reibetantz, Leipzig: Büchergilde Gutenberg, 1925
- typographische Ausstattung sowie Kopfleisten in Holzschnitt in o. V.: Erstes deutsches Arbeitersängerbundesfest in Hannover am 16., 17., und 18. Juni 1928. Hrsg.: Deutscher Arbeitersängerbund – August Kirch, Hannover Meister & Comp., Druck von Edler & Krische, 1928[8]
- Ausstattung der 1928 bei der Büchergilde Berlin erschienenen Ausgabe Land des Frühlings von B. Traven